# Hifzi Đumišić
Hifzi-beg Đumišić (oko 1840. – 1875.), bosanski vojskovođa, poznat po borbama protiv Srba i Crnogoraca.

## Životopis
Rođen u uglednoj obitelji iz Banje Luke. Otac Nazif-aga bio je bogati i ugledni velikaš, a djed Abdulah Hifzi efendija – banjalučki muselim (načelnik). Istakao se u bojevima u bosansko-hercegovačkom ustanku Srba u koji su se uključile Srbija i Crna Gora.
Poginuo je u 35. godini života pored ceste Bijeljina - Rača dok je sa svojim bataljunom prevozio brašno bosanskim vojnicima u Bijeljinu. U selu Trnjaci njegova je kolona je upala u zasjedu srpske vojske. Prvo se sklonio sa svojom skupinom u improvizirane rovove uz ceste, potom na konju stao na čelo svoje vojske i krenuo na srpske snage. Kad su mu nakon druge srpske zasjede ubili konja, uzeo je konja svog trubača i nastavio napad. Kad su naišli na treću srpsku zasjedu, vojska je prešla rječicu Bistrik. Navečer je poginuo od srpskog metka. Poslije se otkrilo da je vojska kojoj se dovozilo hranu imala dovoljno hrane pa je Đumišić nepotrebno poslan u opasnu misiju iz koje se nije vratio živ, čak da je namjerno otjeran u smrt sa svojom pratnjom koja je gotovo sva izginula. Sumnjiči se da ih je izdao Salih Zeki paša, bijeljinski muselim.
U Đummišićevu čast su mu turbe podigli bijeljinski begovi u selu Trnjaci 1904. godine kod mjesta pogibije. Turbe je srušio 1961. godine (prema drugim izvorima to je bilo 1970-ih) ondašnji predsjednik Skupštine općine Bijeljina, koji je od ostataka turbeta sebi napravio kuću.